# Мартин ставковий
Мартин ставковий (Leucophaeus pipixcan) — вид мартинів з роду Leucophaeus.

## Поширення
Цей вид гніздиться на півночі США та центрально-західній Канаді. Восени мігрує на південь через Центральну Америку та зимує біля західного узбережжя південної Мексики, Центральної Америки та Південної Америки, де він особливо поширений від Еквадору до Чилі.

## Спосіб життя
Цей вид трапляється на узбережжі, озерах, болотах, полях і смітниках. Харчується майже виключно дощовими черв'яками або личинками хірономід, а також водними безхребетними, кониками, дрібними гризунами та дрібною рибою. Взимку дрібна риба становить важливу частину раціону, а також рибні субпродукти та відходи. Розмноження є дуже синхронним, особини прибувають у колонії в середині квітня та відкладають яйця в середині-кінці травня. Це дуже зграйний вид, який утворює колонії від 100 до понад 10 000 пар на внутрішніх водних угіддях і болотах.